# Asier Riesgo
Asier Riesgo (Deba, 6 de outubro de 1983) é um futebolista profissional espanhol que atua como goleiro. Atualmente joga no Leganés.

## Carreira
Asier Riesgo começou a carreira na Real Sociedad.